# Santa Marina de Presqueiras
Santa Marina de Presqueiras (oficialmente Santa Mariña de Presqueiras) es una parroquia española del municipio de Forcarey, perteneciente a la provincia de Pontevedra, en la comunidad autónoma de Galicia. En 2023, tenía empadronados 126 habitantes.